# Região Turística Cone Sul
Região Turística Cone Sul Sul-Mato-Grossense é a denominação dada pela indústria do Turismo ao cone-sul do estado de Mato Grosso do Sul, o que inclui todo o sul e sudeste do estado. Abrange 7 municípios: Eldorado, Iguatemi, Itaquiraí, Japorã, Juti, Mundo Novo e Naviraí. É uma das 10 regiões turísticas oficiais deste estado.
Nos últimos anos, os municípios pertencentes ao Cone-Sul se organizaram para que a área recebesse sinalização turística por parte do Ministério da Integração Nacional. Também tem havido vários cursos profissionalizantes e de aperfeiçoamento para trabalhadores da indústria do turismo, além de esforços para a estruturação e comercialização dos roteiros turísticos da região.

## Território
Sua localização é estratégica, já que aproxima os grandes centros comerciais do Brasil e América do Sul e é importante porta de entrada dos turistas procedentes da Região Sul do País, do Paraguai, Argentina e Uruguai, em direção ao Pantanal: rico em baías, salinas e corixos que abrigam tuiuiús, garças, onças, jacarés, capivaras, peixes e tantos outros animais.
O Cone Sul estende-se da Planície do Rio Paraná, com fragmentos de Mata Atlântica até o encontro com o Planalto de Maracaju, com lindas paisagens, desenhadas por florestas e cerrados. Tem um clima privilegiado e é uma das mais ricas do país em recursos hidrominerais e com a maior reserva subterrânea de água doce da América do Sul: o Aquífero Guarani.
Possui Limites com o Estado do Paraná, com a República do Paraguai e com as Regiões Turísticas Caminhos da Fronteira, Vale das Águas, Costa Leste e Grande Dourados.

## Segmentos
Quanto aos segmentos da atividade turística, três vertentes se manifestam favoravelmente para a Região: o Turismo Rural e suas respectivas derivações, o Turismo Náutico em suas diversas segmentações e o Ecoturismo.

## Atrativos
O atrativo de maior destaque é o Parque Nacional de Ilha Grande, com bosques, cachoeiras, praia de água doce, pesca esportiva e a presença de quedas d’água coloridas pelos cardumes de peixes, gruta com fonte de água mineral. Também se destaca os museus e festas regionais entre elas as juninas.
O Turismo Náutico e o Ecoturismo a ser desenvolvido com sucesso, principalmente junto ao Parque Nacional de Ilha Grande junto ao Rio Paraná, onde estão localizado os municípios de Naviraí, Eldorado, Itaquiraí e Mundo Novo. A criação deste Parque é o resultado e medida compensatória da construção da usina Hidrelétrica de Itaipu, tem como objetivo proteger os refúgios de espécies animais e vegetais do cerrado e da floresta nacional.

### Negócios e Eventos
As feiras agropecuárias, as festas de peão de boiadeiro, festas religiosas, festas tradicionais e muitos outros eventos do gênero, proporcionam a evolução dos mercados turísticos, entretenimento e de artesanato, consolidando a região, contribuindo e fortalecendo a inserção social, econômica e cultural das comunidades da região.

## Municípios
As cidades são hospitaleiras, tranquilas e aconchegantes que recebem seus visitantes de braços abertos para diversão e lazer com suas animadas festas populares e comidas típicas o ano todo. São elas:

### Eldorado
Eldorado é um importante entrocamento que dá acesso á Ponta Porã e Bonito. O município é uma das portas de entrada para o Parque Nacional de Ilha Grande.
O município teve como ponto forte até o final do século passado a atividade pecuária, posteriormente a integração com a agricultura ganhou espaço e hoje disponibiliza de matéria prima para novos mercados. Destaque para a fruticultura, que ampliou sua área e especializou-se no cultivo da melancia, tornando Eldorado conhecido como a capital dessa fruta. Também esta presente no município e muito bem representado o turismo rural, com vários atrativo entre eles a Fazenda Caçula com o famoso prato Cabrito com Pimenta Rosa. Também se destaca pela Festa do Pintado.

### Iguatemi
Iguatemi tem alguns atrativos para a população de toda a região, como o  Parque Municipal de Piray (Área de Proteção Ambiental, vulgo APA). A cachoeira na barragem provocada pela queda d’água da antiga barragem da usina (localizada às margens da MS 295) apresenta outro espetáculo à parte.

### Itaquiraí
Itaquiraí é a capital da Agricultura Familiar da região, pelo grande número de assentamentos rurais, com investimentos para a mátria econômica do município.
Tem uma variedade de atrativos utilizados como lazer pela comunidade e turistas, entre os principais destacam-se o Bosque Municipal. As águas do Rio Paraná formam uma praia de água doce localizada em Itaquiraí em pleno cerrado denominada Praia da Amizade, apresentando areia branca e o verde das matas, fragmentos da Mata Atlântica. Existe na Praia da Amizade uma estrutura para atender e divertir a família inteira, com churrasqueiras, área para camping, passeio de barcos, lanchas e a pesca esportiva. Ali acontece anualmente no mês de outubro o Festival da Pesca Itaquipesca. Destaca-se também uma cachoeira do Rio Itaquirazinho e uma gruta com uma fonte de água mineral, além do Parque Nacional de Ilha Grande. Há o ainda recurso turístico do complexo das Três Pontes, sobre o Rio Paraná na BR 487, ligando o Estado de Mato Grosso do Sul e Paraná. Na BR 163 há um totem marcando o Trópico de Capricórnio, que passa em um ponto próximo ao Rio Maracaí, situado no município.
Na cultura o Grupo de Artesanato “Milagre da Fibra” é um produto estruturado na agricultura familiar de Mato Grosso do Sul, consolidado pela qualidade, originalidade e beleza dos produtos.

### Japorã
O município está localizado no extremo sul do Estado, na divisa com o Paraguai. As principais atividades econômicas são a pecuária e a indústria de produtos alimentícios, madeira, fecularia e usina de beneficiamento de leite. Por ficar próximo á Salto del Guayrá, no Paraguai, destaca-se também pelo turismo de consumo.

### Juti
Os rios do município apresentam  várias cachoeiras e às margens do Rio Amambai localiza se o antigo Barracão utilizado como depósito de erva-mate que pertenceu a Companhia Matte Larangeira e que será restaurado, transformando o num atrativo turístico. As principais festas que se destacam no Município são a festa do laço comprido, rodeio, festas juninas, festa da Padroeira Santa Luzia. Acontece também, a feira de produtos orgânicos e sementes crioula, esperada o ano todo, com total empenho da comunidade para fazer cada ano uma festa maior.

### Mundo Novo
Situada logo após a Ponte Ayrton Senna e vizinha da cidade paraguaia de Salto del Guairá, Mundo Novo é uma cidade privilegiada por ser banhada por dois rios: o Paraná e o Iguatemi. Os rios, além de proporcionar as belezas naturais é muito procurado para a pesca esportiva, prática de esportes náuticos entre eles: canoagem, vela, jet-ski e esqui aquático.
Os principais atrativos são Prainha da Ponte e a exploração do Parque Nacional de Ilha Grande. Outros atrativos são o Museu Municipal de Itapuy Porã e a Igreja Matriz Nossa senhora das Graças. Por ficar próximo á Salto del Guayrá, no Paraguai, destaca-se também pelo turismo de consumo. A Praia do Cascalho à beira do Lago Itaipu,  no Rio Paraná, também proporciona momentos de lazer para os visitantes, além de uma linda vista para a Ilha das gaivotas.
A piscicultura de Mundo Novo é referência no estado, produzindo 400 toneladas por ano, exploradas pelo frigorífico de filetagem de peixe, a  COOPISC-Cooperativa de Piscicultores de Mundo Novo. É um projeto de agroindústria de apoio aos Agricultores e Pescadores para o Desenvolvimento da Piscicultura de MS.

### Naviraí
O município é o corredor de passagem de turistas, viajantes comerciais, ônibus e caminhoneiros para outros municípios, Estados, Países do Mercosul e os oriundos do sul com destino para a Região do Pantanal e até para a Amazônia.
Naviraí possui também várias empresas e cooperativas de grande porte e usinas de cana de açúcar instaladas, gerando emprego e renda. Neste município destaca-se o Assentamento Juncal, com destaque para os produtos hortifrutigranjeiros. Já existe uma organização de mulheres para a criação, abate e venda de frango caipira, um potencial para o Turismo Rural. Existem várias Unidades de Conservação instaladas no município: Parque Natural Municipal do Córrego Cumandaí, Parque Estadual das Várzeas do Rio Ivinhema e o Parque Nacional de Ilha Grande, contando com 18 (dezoito)  ilhas localizadas no município. Além destes, destacam-se o Porto Caiuá, às margens do Rio Paraná, com uma beleza cênica e cachoeiras exuberantes, destacando a riqueza do sítio arqueológico e o Parque Sucupira, com pistas bastante arborizadas, ao redor de um lago, para as costumeiras caminhadas da comunidade. Há ainda o recurso turístico do complexo das Três Pontes ligando o Estado de Mato Grosso do Sul e Paraná, sobre o Rio Paraná.
Naviraí possui vários equipamentos turísticos para satisfazer os turistas que chegam na cidade. Se destacam monumentos (Araras, Tucanos e das Aves), praças (Euclides Antônio Fabris, Pioneiros e Jardim Paraíso), parques (Sucupira e Horto Florestal) e balneários (Paraíso das Águas). Como centro de eventos há o Centro de Convenções, que está em construção.
A cidade mantém as raízes culturais de seus colonizadores e as suas festas tradicionais já constam do Calendário Oficial de Eventos do Estado e também Nacional, entre elas a Fejunavi, o Coopercountry e a Exponavi, considerada uma das maiores feiras de agronegócio no Mercosul, gerando parcerias e ótimas referências para grandes negócios.

## Infraestrutura

### Transporte
O Cone Sul é atendido pela rodovia BR-163, importante entroncamento rodoviário que atende o Sul, Centro-Oeste e Norte do Brasil.
O município de Naviraí tem um aeroporto, recentemente reformado com recursos do ministério do Turismo e a pista ampliada para 1.400 metros, comportando aeronaves de médio porte.
Está em gestação a implantação de uma ferrovia que vai ligar Maracaju á Cascavel, que irá atender a região.

### Hospedagem
A rede hoteleira é composta por variados tipos de hotéis, entre eles 5 estrelas.

### Saúde
Todas as cidades contam com hospitais públicos municipais.

### Segurança
O Cone Sul é atendido por delegacias da polícia civil e militar.

### Comércio
O Cone Sul é atendido principalmente por supermercados e lojas de conveniências. Na região de Naviraí há pelo menos um shopping center com sala de cinema. Também há várias opções de comércio 24 horas, principalmente postos de gasolina.

### Sistema bancário
Várias agências privadas e públicas, com destaque o Banco do Brasil e Caixa Econômica Federal

### Comunicações
A região é atendida pelas quatro operadoras de telefonia celular: Oi, Tim, Claro e Vivo